# Гончары (Палласовский район)
Гончары — хутор в Палласовском районе Волгоградской области, в составе Гончаровского сельского поселения. Хутор расположен в степи в 9,6 км восточнее посёлка Золотари. Вдоль южной границы хутора проходит автодорога Быково - Кайсацкое.
Население - 129 (2010)

## История
Хутор Гончаров обозначен на карте Астраханской епархии 1901 года. Согласно карте на хуторе имелась церковь и одноклассная церковно-приходская школа
С 1928 года хутор — в составе Николаевского района Камышинского округа (округ упразднён в 1930 году) Нижневолжского края (с 1934 года — Сталинградский край). В конце 1929 года - начало 30-х годах с центром в Гончарах был организован колхоз " Краевой сдвиг". В колхоз входили хутора Гончары, Чугуны, Золотари. В 1935 году колхоз был разукреплен и было создано четыре колхоза, в Гончарах был организован колхоз имени Ленина.
В 1935 году включён в состав Кайсацкого района (с 1936 года — район в составе Сталинградской области). В 1950 году в связи с упразднением Кайсацкого района хутор передан в состав Палласовского района.

## Население
Динамика численности населения по годам:
| 1987 | 2002 |
| ---- | ---- |
| ≈290 | 161  |

| 1987 | 2002 | 2010 |
| ---- | ---- | ---- |
| 290  | ↘161 | ↘129 |